# Olympische Geschichte San Marinos
| Gelbes Symbol für Goldmedaillen mit stilisierten Olympischen Ringen | Graues Symbol für Silbermedaillen mit stilisierten Olympischen Ringen | Braundes Symbol für Bronzemedaillen mit stilisierten Olympischen Ringen |
| ------------------------------------------------------------------- | --------------------------------------------------------------------- | ----------------------------------------------------------------------- |
| —                                                                   | 1                                                                     | 2                                                                       |

San Marino, dessen NOK, das Comitato Olimpico Nazionale Sammarinese, 1959 gegründet und im selben Jahr vom IOC anerkannt wurde, nimmt seit 1960 an Olympischen Sommerspielen teil. Mit Ausnahme der Sommerspiele von 1964 wurden zu allen folgenden Sommerspielen Athleten geschickt. 1976 nahmen san-marinesische Sportler erstmals an Winterspielen teil.
Insgesamt wurden 87 Teilnehmer entsandt, davon elf Frauen. 
1976 nahm mit der 16-jährigen Leichtathletin Graziella Santini die jüngste Sportlerin San Marinos teil. Ältester Teilnehmer war 1980 mit 47 Jahren der Sportschütze Leo Franciosi. 
Am 29. Juli 2021, bei den Olympischen Sommerspielen 2020 in Tokio, gewann Alessandra Perilli im Wettbewerb im Trap-Schießen der Frauen Bronze und ist somit die erste Sportlerin des Landes, der es gelang, eine olympische Medaille zu gewinnen. Zwei Tage später gewann Perilli mit ihrem Partner Gian Marco Berti beim Mixedwettbewerb im Trapschießen eine weitere Medaille, diesmal die silberne. Am 5. August 2021 holte der Ringer Myles Nazem Amine eine weitere Bronzemedaille für die nur aus fünf Athleten bestehende Delegation San Marinos.

## Übersicht der Teilnahmen

### Sommerspiele
| Jahr      | Athleten           | Athleten           | Athleten           | Sportarten         | Sportarten         | Sportarten         | Sportarten         | Sportarten         | Sportarten         | Sportarten         | Sportarten         | Sportarten         | Sportarten         | Sportarten         | Sportarten         | Medaillen          | Medaillen          | Medaillen          | Medaillen          | Medaillen          |
| Jahr      | ∑                  |                    |                    |                    |                    |                    |                    |                    |                    |                    |                    |                    |                    |                    |                    |                    |                    |                    | Medaillen – Gesamt | Rang               |
| --------- | ------------------ | ------------------ | ------------------ | ------------------ | ------------------ | ------------------ | ------------------ | ------------------ | ------------------ | ------------------ | ------------------ | ------------------ | ------------------ | ------------------ | ------------------ | ------------------ | ------------------ | ------------------ | ------------------ | ------------------ |
| 1896–1956 | nicht teilgenommen | nicht teilgenommen | nicht teilgenommen | nicht teilgenommen | nicht teilgenommen | nicht teilgenommen | nicht teilgenommen | nicht teilgenommen | nicht teilgenommen | nicht teilgenommen | nicht teilgenommen | nicht teilgenommen | nicht teilgenommen | nicht teilgenommen | nicht teilgenommen | nicht teilgenommen | nicht teilgenommen | nicht teilgenommen | nicht teilgenommen | nicht teilgenommen |
| 1960      | 9                  | 9                  | 0                  |                    |                    |                    |                    |                    | 4                  | 1                  | 4                  |                    |                    |                    |                    |                    |                    |                    |                    |                    |
| 1964      | nicht teilgenommen | nicht teilgenommen | nicht teilgenommen | nicht teilgenommen | nicht teilgenommen | nicht teilgenommen | nicht teilgenommen | nicht teilgenommen | nicht teilgenommen | nicht teilgenommen | nicht teilgenommen | nicht teilgenommen | nicht teilgenommen | nicht teilgenommen | nicht teilgenommen | nicht teilgenommen | nicht teilgenommen | nicht teilgenommen | nicht teilgenommen | nicht teilgenommen |
| 1968      | 4                  | 4                  |                    |                    |                    |                    |                    |                    | 2                  |                    | 2                  |                    |                    |                    |                    |                    |                    |                    |                    |                    |
| 1972      | 7                  | 7                  |                    |                    |                    |                    |                    |                    | 1                  |                    | 6                  |                    |                    |                    |                    |                    |                    |                    |                    |                    |
| 1976      | 10                 | 8                  | 2                  |                    |                    |                    |                    | 2                  | 1                  |                    | 7                  |                    |                    |                    |                    |                    |                    |                    |                    |                    |
| 1980      | 16                 | 16                 | 0                  |                    |                    | 1                  | 2                  | 1                  | 2                  |                    | 10                 |                    |                    |                    |                    |                    |                    |                    |                    |                    |
| 1984      | 19                 | 18                 | 1                  |                    |                    |                    | 2                  | 2                  | 1                  |                    | 10                 | 2                  | 1                  |                    | 1                  |                    |                    |                    |                    |                    |
| 1988      | 11                 | 11                 | 0                  |                    |                    | 1                  | 3                  | 2                  |                    |                    | 2                  | 2                  | 1                  |                    |                    |                    |                    |                    |                    |                    |
| 1992      | 17                 | 16                 | 1                  | 1                  |                    |                    | 1                  | 5                  | 1                  |                    | 2                  | 5                  |                    | 2                  |                    |                    |                    |                    |                    |                    |
| 1996      | 7                  | 6                  | 1                  | 1                  |                    |                    | 1                  | 1                  |                    |                    | 2                  | 1                  | 1                  |                    |                    |                    |                    |                    |                    |                    |
| 2000      | 4                  | 3                  | 1                  |                    |                    |                    |                    | 1                  |                    |                    | 2                  | 1                  |                    |                    |                    |                    |                    |                    |                    |                    |
| 2004      | 5                  | 4                  | 1                  |                    |                    |                    |                    | 1                  |                    |                    | 2                  | 2                  |                    |                    |                    |                    |                    |                    |                    |                    |
| 2008      | 4                  | 2                  | 2                  |                    |                    |                    |                    | 1                  |                    |                    | 1                  | 2                  |                    |                    |                    |                    |                    |                    |                    |                    |
| 2012      | 4                  | 1                  | 3                  | 1                  |                    |                    |                    | 1                  |                    |                    | 1                  | 1                  |                    |                    |                    |                    |                    |                    |                    |                    |
| 2016      | 4                  | 2                  | 2                  |                    |                    |                    |                    | 1                  |                    |                    | 3                  |                    |                    |                    |                    |                    |                    |                    |                    |                    |
| 2020      | 5                  | 3                  | 2                  |                    |                    |                    | 1                  |                    |                    | 1                  | 2                  | 1                  |                    |                    |                    |                    | 1                  | 2                  | 3                  | 72                 |
| 2024      | 5                  | 2                  | 3                  |                    | 1                  |                    |                    | 1                  |                    | 1                  | 1                  | 1                  |                    |                    |                    |                    |                    |                    |                    |                    |
| Gesamt    | Gesamt             | Gesamt             | Gesamt             | Gesamt             | Gesamt             | Gesamt             | Gesamt             | Gesamt             | Gesamt             | Gesamt             | Gesamt             | Gesamt             | Gesamt             | Gesamt             | Gesamt             | 0                  | 1                  | 2                  | 3                  |                    |

### Winterspiele
| Jahr      | Athleten           | Athleten           | Athleten           | Sportarten         | Sportarten         | Sportarten         | Medaillen          | Medaillen          | Medaillen          | Medaillen          | Medaillen          |
| Jahr      | ∑                  |                    |                    |                    |                    |                    |                    |                    |                    | Medaillen – Gesamt | Rang               |
| --------- | ------------------ | ------------------ | ------------------ | ------------------ | ------------------ | ------------------ | ------------------ | ------------------ | ------------------ | ------------------ | ------------------ |
| 1896–1972 | nicht teilgenommen | nicht teilgenommen | nicht teilgenommen | nicht teilgenommen | nicht teilgenommen | nicht teilgenommen | nicht teilgenommen | nicht teilgenommen | nicht teilgenommen | nicht teilgenommen | nicht teilgenommen |
| 1976      | 2                  | 2                  | 0                  |                    | 2                  |                    |                    |                    |                    |                    |                    |
| 1980      | nicht teilgenommen | nicht teilgenommen | nicht teilgenommen | nicht teilgenommen | nicht teilgenommen | nicht teilgenommen | nicht teilgenommen | nicht teilgenommen | nicht teilgenommen | nicht teilgenommen | nicht teilgenommen |
| 1984      | 3                  | 3                  | 0                  |                    | 2                  | 1                  |                    |                    |                    |                    |                    |
| 1988      | 5                  | 5                  | 0                  |                    | 4                  | 1                  |                    |                    |                    |                    |                    |
| 1992      | 3                  | 3                  | 0                  |                    | 2                  | 1                  |                    |                    |                    |                    |                    |
| 1994      | 3                  | 3                  | 0                  | 2                  | 1                  |                    |                    |                    |                    |                    |                    |
| 1998      | nicht teilgenommen | nicht teilgenommen | nicht teilgenommen | nicht teilgenommen | nicht teilgenommen | nicht teilgenommen | nicht teilgenommen | nicht teilgenommen | nicht teilgenommen | nicht teilgenommen | nicht teilgenommen |
| 2002      | 1                  | 1                  | 0                  |                    | 1                  |                    |                    |                    |                    |                    |                    |
| 2006      | 1                  | 1                  | 0                  |                    | 1                  |                    |                    |                    |                    |                    |                    |
| 2010      | 1                  | 1                  | 0                  |                    | 1                  |                    |                    |                    |                    |                    |                    |
| 2014      | 2                  | 1                  | 1                  |                    | 2                  |                    |                    |                    |                    |                    |                    |
| 2018      | 1                  | 1                  | 0                  |                    | 1                  |                    |                    |                    |                    |                    |                    |
| 2022      | 2                  | 1                  | 1                  |                    | 2                  |                    |                    |                    |                    |                    |                    |
| Gesamt    | Gesamt             | Gesamt             | Gesamt             | Gesamt             | Gesamt             | Gesamt             | 0                  | 0                  | 0                  | 0                  |                    |